# Écaillon
Écaillon é uma comuna francesa na região administrativa de Altos da França, no departamento do Norte. Estende-se por uma área de 4 km². Em 2010 a comuna tinha 1 949 habitantes (densidade: 487,3 hab./km²).